# Václav Chvátal
Václav (Vašek) Chvátal (1946 en Praga) es un informático teórico checo-canadiense, profesor en el Departamento de Ciencias de la Computación e Ingeniería de Software en la Universidad Concordia de Montreal, Canadá, donde posee el grado de Canada Research Chair en Optimización Combinatorial.
Chvátal ha publicado muchos artículos en las áreas de teoría de grafos, combinatoria y optimización combinatoria.

## Biografía
Chvátal nació en Praga en 1946 y se educó en matemáticas en la Universidad Carolina en dicha ciudad, donde estudió bajo la supervisión de Zdeněk Hedrlín. Él y su esposa Jarmila dejaron Checoslovaquia en 1968, tres días después de la invasión Soviética. Terminó su Ph.D. en Matemáticas en la Universidad de Waterloo, en sólo un año, bajo la supervisión de Crispin Nash-Williams. Sucesivamente trabajó en la Universidad McGill, la Université de Montréal, la Universidad Stanford, y la Universidad Rutgers, donde permaneció 18 años antes de retornar a Canadá para ocupar su posición actual en Concordia. En Rutgers, Chvátal ganó en 1988 el Premio Alexander von Humboldt Distinguished Senior Scientist, una beca para profesorados visitantes alemana dada a aproximadamente 100 científicos por la Alexander von Humboldt Foundation; y en 2000, el Premio Beale–Orchard-Hays por su Excelencia en Programación Matemática Computacional, un premio otorgado al mejor artículo científico por la Sociedad de Programación Matemática.

## Libros
- Chvátal, V. (1983). Linear Programming. W.H. Freeman. ISBN 978-0716715870.
- Berge, C. y Chvátal, V. (eds.) (1984). Topics on Perfect Graphs. Elsevier. ISBN 978-0444865878.
- Applegate, D. L.; Bixby, R. E.; Chvátal, V.; Cook, W. J. (2007). The Traveling Salesman Problem: A Computational Study. Princeton University Press. ISBN 978-0691129938.
- Chvátal, V. (2021). Discrete Mathematical Charms of Paul Erdős. A Simple Introduction. Cambridge University Press. ISBN 978-1-108-92740-6.